# Fabryka Aleksandra Schichta w Łodzi

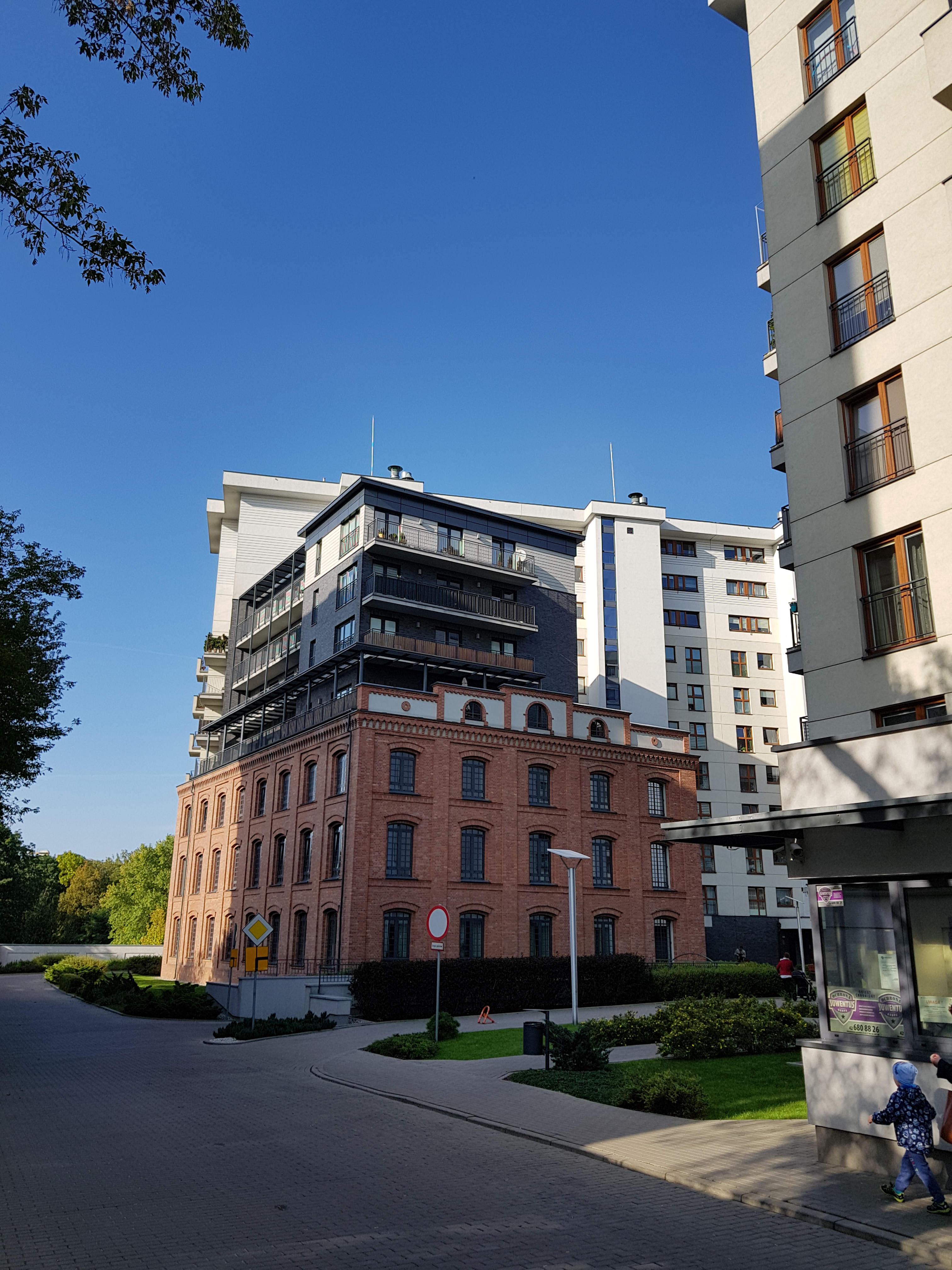
Pozostałości fabryki, które zostały wkomponowane w budynek mieszkalny.

Fabryka Aleksandra Schichta – fabryka wyrobów trykotowych w Łodzi przy ulicy Łukasińskiego 4. Wyburzona po pożarze w 2008 roku.

## Historia
Fabryka powstała w 1912 jako zakład wytwarzający wyroby trykotowe. Produkowano w niej bieliznę damską, męską i dziecięcą. W 1913 roku bracia Aleksander i Artur Schichtowie oraz Max Kern założyli spółkę produkującą trykoty. Firma mieściła się początkowo w wynajętych pomieszczeniach drukarni Manitiusa przy ulicy Pańskiej 87.
W 1919 roku Aleksander Schicht zawarł umowę spółki komandytowej z Ryszardem Kahlertem. Ten odkupił udziały Artura Schichta. W 1920 roku firma nabyła nieruchomość przy ulicy Nawrot 30, gdzie uruchomiono produkcję wyrobów trykotowych. Przed 1930 rokiem kupiono nieruchomość przy ówczesnej ulicy Ojców Jezuitów (teraz Łukasińskiego). Całą produkcję stopniowo przeniesiono do nowych pomieszczeń, a fabrykę przy ulicy Nawrot przebudowano na mieszkania, pozostawiając tam tylko biuro zakładów.
W 1934 roku Ryszard Kahlert wystąpił ze spółki i przedsiębiorstwo zmieniło nazwę na Fabryka Wyrobów Trykotowych A. Schicht.
Także po 1945, po przejęciu fabryki przez Centralny Zarząd Przemysłu Dziewiarskiego, była tu dziewiarnia (Zakłady Przemysłu Dziewiarskiego im. Pawła Findera). W latach 90. XX wieku w pomieszczeniach zakładu działały m.in. drukarnia i firma handlująca maszynami przemysłowymi do szycia.
W pierwszej dekadzie XXI wieku budynek zakładu był już w złym stanie technicznym. W roku 2008 w fabryce wybuchł pożar. Fabryka została zburzona, a na jej miejscu powstał kompleks mieszkaniowy Arboretum według projektu łódzkiej firmy Staszewscy Ziółkowscy Architekci. Jego budowę rozpoczęto w 2010 i zakończono 2012.

## Otoczenie
Od północy teren dawnej fabryki otacza park gen. Jarosława Dąbrowskiego. Z kolei od południa, po drugiej stronie ulicy Łukasińskiego, znajduje się park miejski przy ulicy Leczniczej. W pobliżu znajdują się także Łaźnie Miejskie przy ul. Rzgowskiej oraz Przychodnia Miejska.